# Кызыл-Байрак (Башкортостан)
Кызыл-Байрак (баш. Ҡыҙыл Байраҡ) — деревня в Илишевском районе Республики Башкортостан Российской Федерации. Входит в состав Ишкаровского сельсовета. 

## География

### Географическое положение
Расстояние до:
- районного центра (Верхнеяркеево): 13 км,
- центра сельсовета (Ишкарово): 4 км,
- ближайшей ж/д станции (Буздяк): 120 км.

## Население
| 2002 | 2009 | 2010 |
| ---- | ---- | ---- |
| 68   | ↗71  | ↘62  |

Национальный состав
Согласно переписи 2002 года, преобладающая национальность — башкиры (94 %).